# مگ استارت
مگ استارت (انگلیسی: Meg Stuart؛ زادهٔ ۱۹۶۵) یک طراح رقص اهل ایالات متحده آمریکا است.